# Auguste Péquégnot
Auguste Péquégnot, né le 5 octobre 1819 à Versailles et mort le 17 décembre 1878 à Paris, est un peintre et graveur français.

## Biographie
Auguste Péquégnot est le fils de Jean Baptiste Péquégnot, adjudant à l'école militaire de Saint-Cyr, et d'Émilie Désirée Demarquay.
Élève d'Eugène Cicéri, il expose au Salon à partir de 1849.
En 1856, il épouse Louise Clémentine Houssard (1821-1905), en présence d'Albert-Ernest Carrier-Belleuse et de Augustin Challamel.
Il devient professeur de dessin à l'École Commerciale de l'avenue Trudaine.
Il meurt à son domicile de la rue d'Orsel à l'âge de 59 ans.

## Publications
- Vieilles Décorations depuis l'époque de la Renaissance jusqu'à Louis XVI
- Ornements, Vases et Décorations d'après les maîtres (1856)
- Mobilier du XVIe au XVIIIe siècle, d'après les originaux (1878)
- Leçons de perspective (1872)